# Лошкари
Лошкари — деревня в Советском районе Кировской области, административный центр Лошкаринского сельского поселения. 

## География
Находится на расстоянии примерно 36 километров по прямой на юг от районного центра города Советск.

## История
Известна с 1748 года как деревня Закурбинская или Яновская, в 1764 93 жителя.
В 1873 году здесь (деревня Закурбинская или Ложкорята) было учтено дворов 25 и жителей 263. В 1905 году учтено было дворов 34 и жителей 243, в 1926 году 53 и 274, в 1950 43 и 178. В 1989 году проживал 501 человек. Настоящее название закрепилось с 1939 года.

## Население
Постоянное население составляло 490 человека (русские 94%) в 2002 году, 369 в 2010.